# オトドゥス
オトドゥス（学名：Otodus）は、古第三紀暁新世から新第三紀中新世にかけて生息していた、絶滅したネズミザメ目のサメの属。属名はギリシャ語で耳を意味する ὠτ と歯を意味する ὀδούς に由来し、「耳の形をした歯」という意。

## 解剖学
オトドゥスは歯と椎体の化石から知られる。他の板鰓亜綱の魚類と同様に、オトドゥスの骨格は骨でなく軟骨で形成されており、化石記録に保存された骨格構造はわずかである。オトドゥスの歯は三角形の歯冠を持つ巨大なものであり、切断する縁は滑らかで、根本には尖った部分が確認できる。鋸歯状の構造が進化してゆく傾向を示すオトドゥスの歯も存在する。

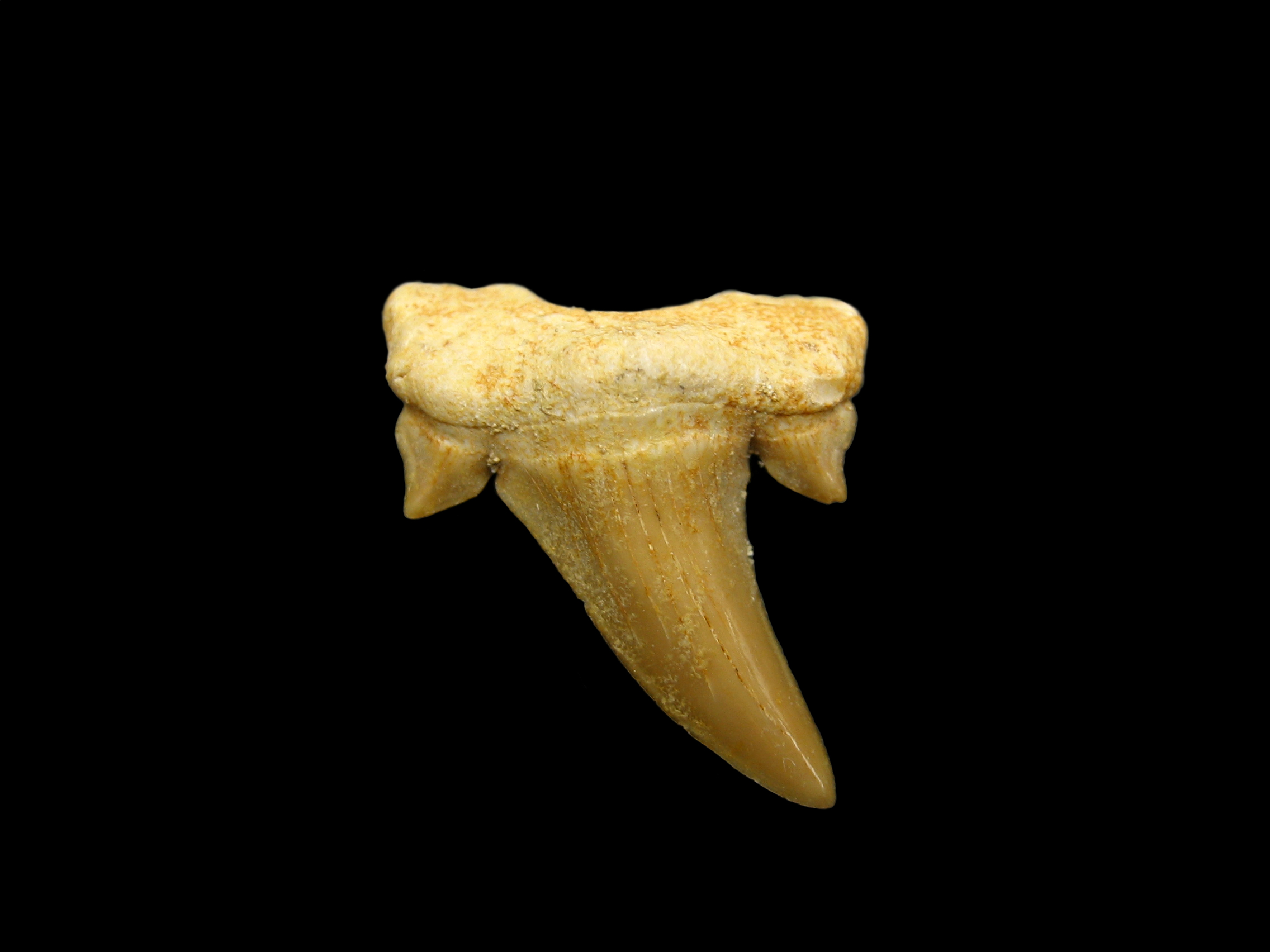
舌側から見たO. obliquusの歯の側面

### 大きさの推定
オトドゥスの化石から、彼らが巨大な捕食動物であったことが示されている。最大の歯は高さ104ミリメートルに及ぶ。椎体の幅は12.7センチメートルを超える。全長は最低で9.1メートル、最大で12.2メートルに達したと科学者は述べている。

## 分布
オトドゥスは世界中に分布しており、アフリカやアジアおよびヨーロッパならびに北アメリカから化石が発見されている。

## 食性
オトドゥスは巨大な硬骨魚や他のサメを捕食し、始新世以降は中新世に絶滅を迎えるまで海生哺乳類も獲物に加えていた可能性が高い。当時の頂点捕食者であった。

## 進化
歯の形状が移行していることを示す実在する化石証拠が多いため、科学者はオトドゥスがカルカロクレスへ進化したと断定した。アメリカ合衆国メリーランド州のポトマック川、ベルギーの Ypres 層、カザフスタン西部の堆積物から複数の歯が発見されており、これらは形態学的にオトドゥスの歯に非常に類似するものの、先端と切断縁が鋸歯状である。この歯の形状の移行は世界規模の進化イベントが起きたことを示し、オトドゥスがやがて Otodus aksuaticus へ進化してカルカロクレスの系統の始祖となったという仮説を支持している。